# Храм иконы Божией Матери «Знамение» в Переяславской слободе
Храм иконы Божией Матери «Зна́мение» в Переяславской слободе (Зна́менский храм на Рижской, Три́́фоновский храм, Иоаннопредте́ченская церковь, Предтеченская церковь, Ивановская церковь) — православный храм в Мещанском районе Москвы. Относится к Сретенскому благочинию Московской городской епархии. Настоятель храма — протоиерей Феодор Рожик.
При храме действует воскресная школа.

## История
В XVII веке на месте современного храма была деревянная церковь, освящённая в память Усекновения главы Иоанна Предтечи (по тезоименитству царя Иоанна Грозного). В Писцовых книгах она называлась так: «Церковь Иоанна Предтечи Усекновения честныя главы, по Переславской дороге, за Устретенскими вороты, в Гонной слободе».
С 1628 года в ней известен придел Николая Чудотворца.
В 1712 году церковь сгорела и была отстроена заново на деньги благотворителей и прихожан в 1713 году. При этом главный престол был освящён уже в честь образа Божией Матери «Знамение»; приделы: южный — Усекновения главы Иоанна Предтечи, северный — Николая Чудотворца. Каменный храм начал строиться в 1757 году по прошению ямщиков Переяславской слободы и был освящён в 1766 году.
В 1845 году часть церковной земли отошла под Санкт-Петербургскую Московскую железную дорогу, и церковь получила компенсацию в размере 66 250 рублей серебром; в 1860 году капитал был обращён в билеты Государственного банка, проценты с которых (2650 рублей ежегодно) шли на содержание причта.
В 1851 году были поставлены голландские печи для обогрева всей церкви, которые, однако, оказались не эффективными. В это время в приходе числилось до 1 тыс. человек, а храм мог вмещать до 400 молящихся; настоятелем был священник Каринский.
В 1888 году по проекту епархиального архитектора Степана Крыгина храм был расширен: боковые приделы вынесли вперёд, в линию с главным, по бокам колокольни были сооружены две пристройки, построен переход, соединяющий второй ярус колокольни с хорами. Об этом событии напоминает мраморная доска на южной стене трапезной (около свечного ящика). В это же время по проекту Крыгина была возведена церковная ограда.

### В XX веке
В начале XX века при храме работали богадельня и церковно-приходская школа. После 1917 года храм не закрывался, сюда передавали иконы и святыни из закрытых и разрушаемых церквей.
В 1929−1931 и в 1950-х годах в храме служил протоиерей Александр Державин (1871−1963).
В 1979 году произведён ремонт здания. В начале 1980-х был выстроен новый церковный дом. В ноябре 1980 году был освящён приставной престол во имя мученика Трифона. Новый престол работы краснодеревщика В. И. Кудинова, прихожанина храма, изготовлен из 250-летнего дуба.
В декабре 1997 года освящён каменный крестильный храм во имя священномученика Александра Хотовицкого.

## Архитектура
Храм одноглавый, квадратный, с верхним ярусом, куполом. В восточной части трапезной (на втором этаже) расположены хоры. Колокольня — четырёхугольная, трехъярусная.

## Духовенство
В 1970 — начале 1980-х гг. настоятелем церкви был протоиерей Владимир Рожков; во второй половине 1980-х гг. — протоиерей Сергей Вишневский.
В настоящее время в храме служат семь священников и протодиакон. Настоятель храма — протоиерей Феодор Рожик.

## Престолы храма
- иконы Божией Матери «Знамение» (главный)
- усекновения главы Иоанна Предтечи (южный)
- святителя Николая Чудотворца (северный)
- мученика Трифона (приставной)
- священномученика Александра Хотовицкого (в крестильном храме).

## Святыни храма
- храмовая икона «Знамение» (список XVIII в. с новгородского подлинника)
- деревянный крест-распятие (XVIII в.) из разрушенного Страстного монастыря;
- крест (1652) из разрушенной часовни у Крестовской заставы
- икона мученика Трифона (XIX в.) с частицей его святых мощей (из закрытого храма мученика Трифона в Напрудном)
- икона Иоанна Предтечи (XVIII в.)
- икона преподобного Макария Калязинского
- икона святителя Николая Чудотворца (XVIII в.)
- икона святых Адриана и Наталии (из закрытого храма святых Адриана и Наталии в Мещанской слободе)

## Прочие сведения
Крест из разрушенной в 1929 году часовни у Крестовской (Троицкой) заставы Камер-Коллежского вала первоначально был поставлен у заставы в память о встрече на этом месте мощей святителя Филиппа, митрополита Московского. У креста останавливались для поклонения богомольцы, направлявшиеся в Свято-Троице-Сергиеву лавру.